# Kanton Montmoreau-Saint-Cybard
Der Kanton Montmoreau-Saint-Cybard war bis 2015 ein französischer Wahlkreis im Département Charente und in der damaligen Region Poitou-Charentes. Er umfasste 14 Gemeinden im Arrondissement Angoulême; sein Hauptort (frz.: chef-lieu) war Montmoreau-Saint-Cybard. Die landesweiten Änderungen in der Zusammensetzung der Kantone brachten im März 2015 seine Auflösung. Vertreter im conseil général des Départements war zuletzt für die Jahre 1987 bis 2015 Jean-Michel Bolvin von der Partei UMP.

## Gemeinden
| Gemeinde                           | Einwohner Jahr | Fläche km² | Bevölkerungsdichte | Postleitzahl | Code INSEE |
| ---------------------------------- | -------------- | ---------- | ------------------ | ------------ | ---------- |
| Aignes-et-Puypéroux                | 270 (2013)     | –          | – Einw./km²        | 16190        | 16004      |
| Bors (Canton de Tude-et-Lavalette) | 249 (2013)     | –          | – Einw./km²        | 16190        | 16052      |
| Courgeac                           | 204 (2013)     | –          | – Einw./km²        | 16190        | 16111      |
| Deviat                             | 149 (2013)     | –          | – Einw./km²        | 16190        | 16118      |
| Juignac                            | 394 (2013)     | –          | – Einw./km²        | 16190        | 16170      |
| Montmoreau-Saint-Cybard            | 1062 (2013)    | –          | – Einw./km²        | 16190        | 16230      |
| Nonac                              | 303 (2013)     | –          | – Einw./km²        | 16190        | 16246      |
| Palluaud                           | 239 (2013)     | –          | – Einw./km²        | 16390        | 16254      |
| Poullignac                         | 74 (2013)      | –          | – Einw./km²        | 16190        | 16267      |
| Saint-Amant-de-Montmoreau          | 704 (2013)     | –          | – Einw./km²        | 16190        | 16294      |
| Saint-Eutrope                      | 176 (2013)     | –          | – Einw./km²        | 16190        | 16314      |
| Saint-Laurent-de-Belzagot          | 396 (2013)     | –          | – Einw./km²        | 16190        | 16328      |
| Saint-Martial                      | 138 (2013)     | –          | – Einw./km²        | 16190        | 16334      |
| Salles-Lavalette                   | 364 (2013)     | –          | – Einw./km²        | 16190        | 16362      |